# Batalla de Alcira
La batalla de Alcira tuvo lugar en 1521, siendo emprendida por el virrey Diego Hurtado de Mendoza, para subyugar Alcira y acabar con la revuelta de las Germanías.
En esta batalla, Alcira contó con la ayuda de los agermanados de Játiva, resistiendo los ataques durante un año, hasta que el 9 de diciembre de 1522, las tropas del virrey entraron en la ciudad.
- Datos: Q4886225